# Ходошки зборник
Ходошки зборник или кодекс („Codex mizxcellaneus 1390 monastero Chodos“) најстарији је писани документ о српској медицини из 14. века (око 1390), који се ослањао на Диоскоридову  и Галенову науку о лековитом биљу, које су представљале основ западноевропске фармакотерапије. Овај документ садржи податке како о српским, тако и о страним биљкама и биљним лековима који су коришћени у српском народу. Он је послужио и као основа за настанак Хиландарског медицинског кодекса број 517 (сматра да потиче из периода од 13 до 15. века), који је откривен у библиотеци манастира Хиландар 1951.године. У њему је описана употреба 100 биљних врста и дрога биљног порекла. Оба наведена дела послужила су као будућа основа непрекидној традицији употребе лековитог биља у куративне и профилактичке сврхе у српском народу и стварању бројних лекаруше познатих и непознатих аутора, насталих у периоду осмалијског ропства, када су домаће биљне дроге представљале једину доступну сировину за израду лекова.

## Историјат
Човекова жеља за излечењем многих болести којима је непрестано био изложен још у дубокој прошлости, приморала га је на трагања за лековима у природи о чему сведоче различити извори у виду писаних података, сачуваних споменика, па чак и оригиналних биљних лекова. Сазнања до којих долазимо изучавањем историје фармације, пружају нам ти извори настали као резултат дуге људске борбе са болестима, у којој је човек научио да лекове проналази у биљкама, њиховој кори, семену, плодовима, листовима и другим биљним органима. Знатно касније за многе лекове биљног порекла, из најстарије људске цивилизације, која је човек миленијумима користио све до данашњих дана, савремена фармацеутска наука и медицина потврдила је њихово активно деловање и уврстила их у савремену фармакотерапију.
Историјски гледано Ходошки зборник је зборник мешовитог састава који уз текстове битне за средњовековну медицинску праксу садржи и један од најстаријих сачуваних преписа Душановог законика и других књига Душановог законодавства.
Ово капитално дело српске научне медицине , чува се у прашком музеју (Шафарикова збирка под сигнатуром VV 110-IX F 10 Ш) и састоји се од 163 странице. Поред астролошког поглавља, зборник садржи и веома добре физиолошке и гинеколошке описе, уз навођење бројних практичних рецепата (88). Ти рецепти су јасно наводили како треба лечити поједине болести (50) углавном интернистичке. 
Колика је била велика практична примењивост и стручност „Ходошког зборника“, можемо закључити на основу бројних доказа, да су поједини рецепти (па и групе рецепата) идентично „ad litteram“ преписивани у другим зборницима.